# Magonia (film)
Magonia is een Nederlandse speelfilm uit 2001, geregisseerd door Ineke Smits en geschreven door Arthur Japin. In de hoofdrollen spelen Ramsey Nasr, Dirk Roofthooft, Willem Voogd en Linda van Dyck.